# Balgach
Balgach est une commune suisse du canton de Saint-Gall, située dans la circonscription électorale de Rheintal.

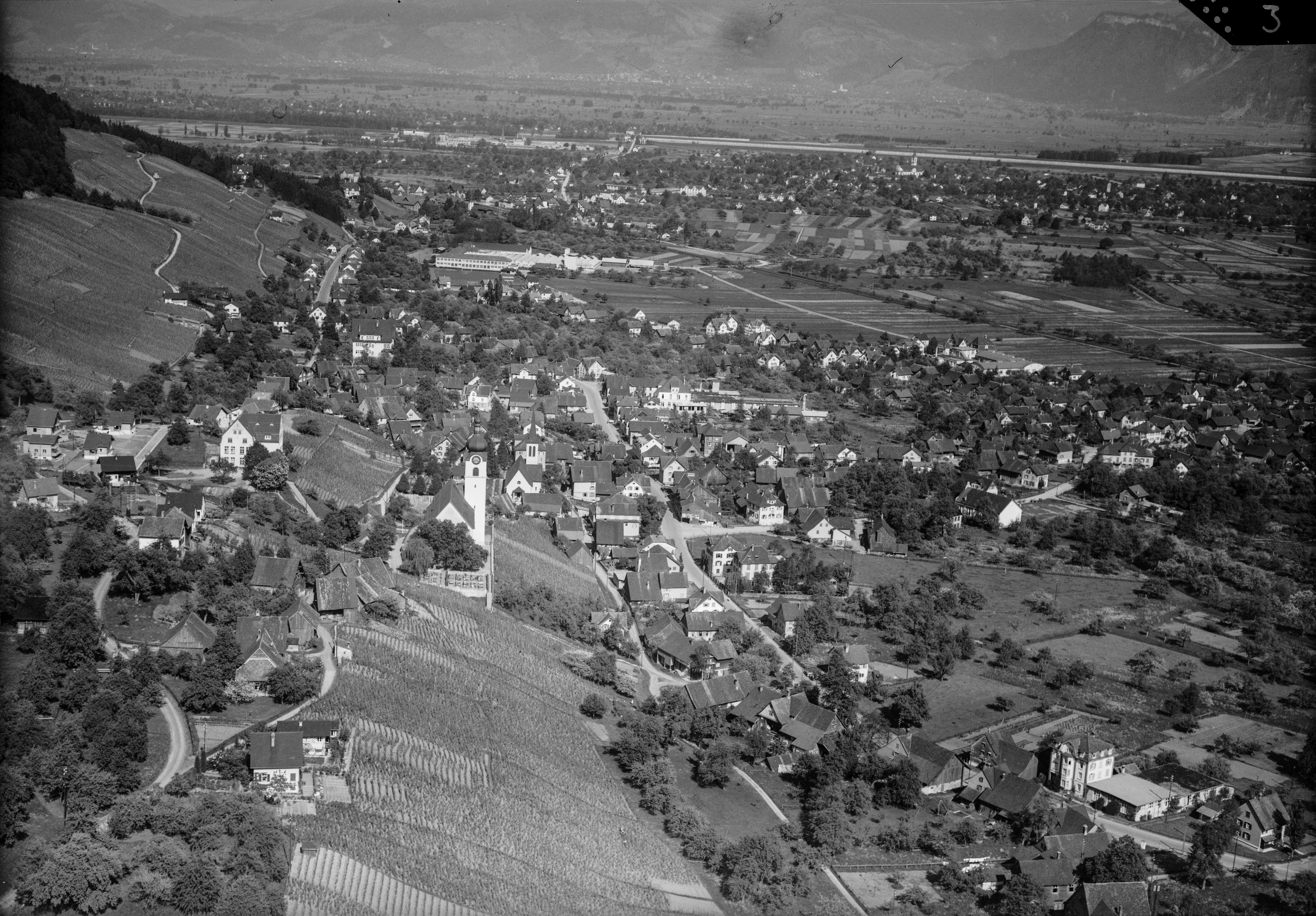
Photo aérienne (1947).